# A Moment Like This
A Moment Like This (česky Chvíle jako tahle) je první singl Kelly Clarksonové, který byl později zařazen na její úspěšné album Thankful.
Tento song napsal Jorgen Elofsson a John Reid, produkoval ji Steve Mac. Song byl napsán pro prvního vítěze reality show American Idol. Song nakonec nacvičili čtyři poslední účastníci American Idol, jimiž byli Kelly Clarksonová, Justin Guarini, Tamyra Grayová a Nikki McKibbinová. Mezi poslední dva se nakonec probojovala Clarksonová společně s Guarinim, ti poté nacvičili ještě další song s názvem Before Your Love. Soutěž stejně jako v České republice rozhodovali diváci a ti zvolili historicky prvním vítězem Texasanku Kelly Clarksonovou.
Píseň přivedla k vítězství i britskou zpěvačku Leonu Lewisovou v soutěži The X Factor.
Píseň připomíná lidem, že je docela těžké najít opravdovou lásku, ale nejlepší je čekat, že ta pravá láska přece jenom přijde. Tak jak se zpívá v písni :"Some people wait a lifetime for a moment like this". („Někteří lidé čekají celý život na chvíli jako je tahle.“)

## Videoklip
Videoklip k písni je poměrně jednoduchý, Clarkson se prochází po opuštěném divadle, v klipu se prolínají i scény z American Idol, kterak Kelly prošla k vítězství.

## Úryvek textu
For a moment like this
Some people wait a lifetime,
For a moment like this
Some people search forever,
For that one special kiss
Oh, I can't believe it's happening to me
Some people wait a lifetime,
For a moment like this'

## Hitparádové výsledky
První singl ze soutěže American Idol byl poměrně pod tlakem veřejnosti. Všichni očekávali, jak si povedl. Nakonec se stal se velmi úspěšným. Singl vedl dva týdny prestižní hitparádu Billboard Hot 100 a dokonce překonal rekord Beatles, jelikož se dostal z 58. příčky na 1. místo. Čímž zaznamenal největší skok na vedoucí příčku. Song byl vydán v září 2002.
| Hitparáda | Umístění |
| --------- | -------- |
| USA       | 1        |
| Kanada    | 1        |
| svět      | 16       |

V případě interpretace Leony Lewisové tato píseň zase zlomila světový rekord v počtu downloadů (více než 50 000 během 30 minut).